# Alejandro Aguilar (futbolista)
Alejandro Jesús Aguilar Bolaños (Alajuela, 10 de octubre de 1990) es un futbolista costarricense que juega como delantero en el equipo de Pittsburgh Riverhounds de la United Soccer League en los Estados Unidos de América.

## Clubes
| Club                   | País           | Año               |
| ---------------------- | -------------- | ----------------- |
| Alajuelense            | Costa Rica     | 2011 - 2012       |
| Carmelita (Préstamo)   | Costa Rica     | 2013              |
| Alajuelense            | Costa Rica     | 2013 - 2015       |
| Cartaginés (Préstamo)  | Costa Rica     | 2015 - 2016       |
| Carmelita (Préstamo)   | Costa Rica     | 2016              |
| Pittsburgh Riverhounds | Estados Unidos | 2016 - Actualidad |